# Taj-ťün Hejzlarová

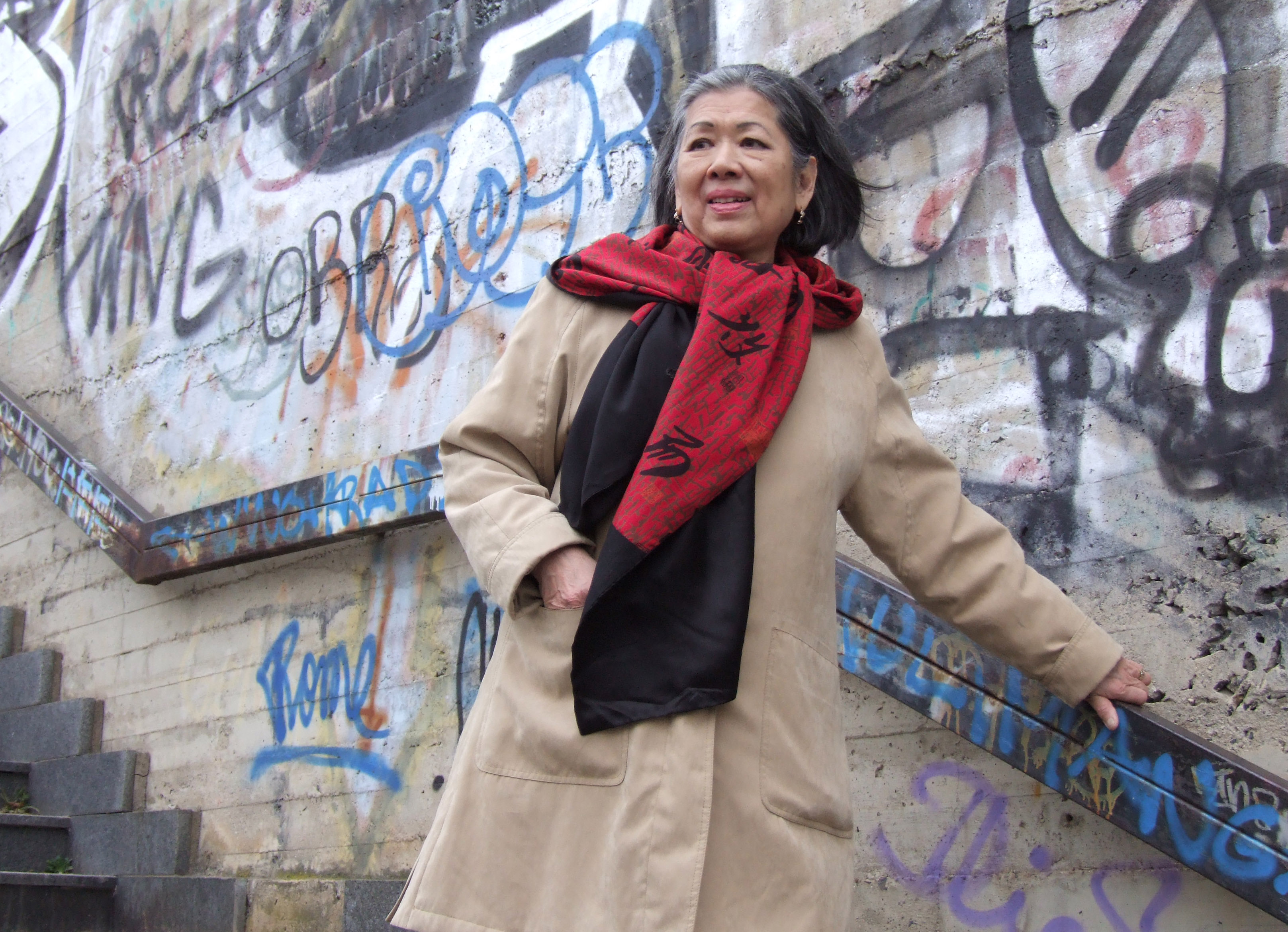
Taj-ťün Hejzlarová

Taj-ťün Hejzlarová (* 1932 Wu-chan) je čínsko-česká filoložka, překladatelka, kaligrafka a malířka.

## Život
Pochází z města Wu-chan na Dlouhé řece v Čínské lidové republice. Vystudovala Pekingskou universitu, kde se seznámila s českým spolužákem a budoucím manželem Josefem Hejzlarem, s nímž pak po svatbě v roce 1956 odcestovala do Československa. V Praze studovala externě bohemistiku na Karlově univerzitě, současně vyučovala čínštinu a do své mateřštiny překládala moderní českou literaturu, rovněž i výbor z českého humoru. Od roku 1957 pracovala v Orientálním ústavu ČSAV jako filoložka, je jednou z autorek devítidílného Česko-čínského slovníku, který obdržel Cenu Akademie věd. Z její další literární činnosti je nutno připomenout Lexikon čínského mudrosloví a Minimum čínského moudra (ve spolupráci se svým manželem Josefem Hejzlarem), i domácí a originální čínské kuchařky, jež odrážely její kulinářské umění. Za historický román Na Řece získala roku 2011 se svým manželem Literární cenu Knižního klubu.
Od dětských let se cvičila v kaligrafii a čínské tradiční malbě. Od 70. let maluje systematicky, vychází z tzv. šanghajské školy malířské, tj. z volné gestické malby, založené na zobecňujícím „psaní významů“ zobrazovaných věcí. V kaligrafiích vychází především z volného psaného projevu, patřícího k tzv. trávovému stylu. Od roku 1989 svá výtvarná díla prezentuje na výstavách v Česku.